# Sterol 14-demetilaza
Sterol 14-demetilaza (EC 1.14.13.70, obtusufoliolna 14-demetilaza, lanosterolna 14-demetilaza, lanosterolna 14alfa-demetilaza, sterolna 14alfa-demetilaza) je enzim sa sistematskim imenom sterol,NADPH:kiseonik oksidoreduktaza (14-metil odvajanje). Ovaj enzim katalizuje sledeću hemijsku reakciju
obtusifoliol + 3 O2 + 3 NADPH + 3 H+ {\displaystyle \rightleftharpoons } 4alfa-metil-5alfa-ergosta-8,14,24(28)-trien-3beta-ol + format + 3 NADP+ + 4H2O
Ovaj hem-tiolatni enzim (P-450) katalizuje sukcesivne hidroksilacije 14alfa-metil grupe i C-15, čemu sledi eliminacija formata i formiranje 14(15) dvostruke veze.

## Literatura
- Nicholas C. Price; Lewis Stevens (1999). Fundamentals of Enzymology: The Cell and Molecular Biology of Catalytic Proteins (Third изд.). USA: Oxford University Press. ISBN 019850229X.
- Eric J. Toone (2006). Advances in Enzymology and Related Areas of Molecular Biology, Protein Evolution (Volume 75 изд.). Wiley-Interscience. ISBN 0471205036.
- Branden C; Tooze J. Introduction to Protein Structure. New York, NY: Garland Publishing. ISBN 0-8153-2305-0.
- Irwin H. Segel. Enzyme Kinetics: Behavior and Analysis of Rapid Equilibrium and Steady-State Enzyme Systems (Book 44 изд.). Wiley Classics Library. ISBN 0471303097.

## Spoljašnje veze
- Sterol+14-demethylase на 